# Sankandi
Sankandi ist eine Ortschaft im westafrikanischen Staat Gambia.
Nach einer Berechnung für das Jahr 2013 leben dort etwa 593 Einwohner, das Ergebnis der letzten veröffentlichten Volkszählung von 1993 betrug 528.

## Geographie
Sankandi liegt in der Lower River Region im Distrikt Kiang West unmittelbar an der South Bank Road, Gambias wichtigster Fernstraße etwa 150 Kilometer östlich von Banjul. Der kleine Ort, ungefähr zehn Meter über dem Meeresspiegel, liegt rund 5,5 Kilometer nördlich von Kalagi. Zehn Kilometer nördlich von Sankandi befindet sich der Kiang West National Park, Gambias größtes Naturschutzgebiet.
Von diesem Ort zweigt von der South Bank Road eine Hauptstraße nach Westen ab, die unter anderem nach Keneba führt.

## Geschichte
Während der Soninke-Marabut-Kriege wurden bei einem Vermittlungsversuch zwei britische Bevollmächtigte, Cecil Frederick Sitwell und ein Herr namens Sylva, am 14. Juni 1900 in Sankandi ermordet. Darauf schlugen die Briten zurück und Sankandi wurde dem Erdboden gleichgemacht. Der Aufständische Kabba Dumbaya wurde verfolgt und getötet, die Soninke-Marabut-Kriege waren beendet.
An diese „Schlacht von Sankandi“ erinnert The Sankandi Monument vor der anglikanischen Kirche St. Mary’s Cathedral in der Hauptstadt Banjul.